# 슈루티 하산
슈루티 하산(힌디어: श्रुति हासन, 영어: Shruti Haasan, 1986년 1월 28일 ~ )는 남인도 영화 산업과 발리우드에서 활동하는 인도의 배우이자 가수, 모델이다. 그녀의 부모들은 유명한 카말 하산과 사리카 타쿠르이다.
2009년 발리우드 액션 드라마 영화인 《럭》에서 성인 무대로 데뷔하기 전, 어린 시절에 그녀는 여자에서 노래를 불렀고, Benki Shivanna 라는 영화에서 손님 역으로 출연하였다. 그녀는 후에 톨리우드에서 제작한 월트 디즈니의 판타지 영화 《Anaganaga O Dheerudu》와 《Oh My Friend》, 《7aum Arivu》에서 비평가들의 절찬을 받았다.

## 같이 보기
- 인도 영화 배우 목록